# Desports Group
Desports Group Co., Ltd. è una holding cinese guidata dall'imprenditore Jiang Lizhang.

## Controllate

### Wuhan DDMC Culture
Nel luglio 2017 il proprietario di Desports Group, Jiang Lizhang, ha venduto la società per circa 107 milioni di euro al colosso cinese Wuhan DDMC Culture, quotato alla borsa di Shanghai, ma tuttora è ancora Lizhang a guidare l'azienda.

### Granada
Nel maggio 2016 Desports Group ha acquistato dal presidente Giampaolo Pozzo il pacchetto di controllo del Granada per circa 38 milioni di euro.

### Chongqing Lifan
La società ha inoltre acquistato il 90% del club cinese Chongqing Lifan, squadra che attualmente milita nella Chinese Super League, la massima serie del campionato di calcio cinese.

### Parma
Nell'estate del 2017 il gruppo cinese ha acquistato il Parma, con Jiang Lizhang che acquisterà il 60% del club emiliano.
Nel 2018, in ottobre, la cordata "Nuovo Inizio" ha rilevato parte delle quote (60%) del Parma dalla Desports di Lizhang che è ora socio di minoranza al 30%. Partecipazioni societarie (l'azionariato popolare) detiene il restante 10%.
A inizio 2020 il gruppo asiatico non ha versato le quote previste e quindi la società è tornata totalmente in mani tricolori.